# 斎藤義興
斎藤 義興（さいとう よしおき、生没年不詳）は、安土桃山時代の武将。諱は竜幸とも。父は斎藤利治。母は佐藤忠能の娘・正室院。通称は新五郎（進五とも）。弟に市右衛門。子は久兵衛

## 生涯
美濃国加治田で生まれる。天正10年（1582年）6月2日、加治田城主である父の利治が本能寺の変で主君織田信長、信忠と共に討ち死にし、新たに城主となった利治の兄で織田信孝の家老の利堯も、信孝と対立した羽柴秀吉に付いた森長可との間で同年8月に加治田・兼山合戦を行った後、病死した。利堯が後継人を決めていなかったため、家臣の多くは森長可に仕え、加治田も長可の支配下となって城も廃城になった。そのため義興兄弟は、佐藤忠能から三代にわたり家老をつとめた長沼三徳と古参の西村治郎兵衛によって、加治田の絹丸捨堀で養育され、元服後に織田秀信に仕えた。
慶長5年（1600年）関ヶ原の戦いが始まり、長沼三徳は織田秀信に招かれ、義興兄弟の後見役として共に行動する。義興は弟市郎左衛門・長沼三徳と共に岐阜城の戦いで池田輝政と交戦。三徳は戦死し、義興と市右衛門も負傷するが、義興は関市梅竜寺で養生した後に輝政に召し抱えられた。弟市郎左衛門は松平直基へ任官した。
斎藤道三の血筋を持つ斎藤義興は、高禄で召し抱えられた（1100石）。
義興の子孫は岡山藩士として明治維新を迎え、現在まで続く。

## 人物・逸話
- 天城池田家の銃隊長として活躍した斎藤小十郎光近も一族である。斎藤小十郎光近の墓碑文に「君姓斎藤道三山城守之裔也諱光近通称小十郎 世世仕旧備前藩太夫池田勢州食禄百八拾石為鉄砲頭 自祖父嗜兵法」とある。斎藤光近の功績により、明治政府から官修墳墓に指定される。
- 東京帝国大学の教授の斎藤清太郎はその末裔である。
- 家系としては、久兵衛（義興の子）、弥三郎（久兵衛の子）、久興（弥三郎の子）、一興（久興の娘婿、本姓は上阪氏）、隆興（一興の子）、善興（隆興の子）、一太郎（隆興の子）、清太郎（一太郎の子、東京大学歴史学教授）と連なる[5]。
- 天城池田家は、池田元助の妻が斎藤道三の孫娘であり、岡山藩池田家の家臣と繋がり、全て美濃斎藤氏と繋がっている。